# 米欽祖
米欽祖是馬達加斯加的城鎮，由博愛尼區負責管轄，位於該國西北部，海拔高度23米，從事漁業、農業、畜牧業和服務業的人口分別佔70%、15%、10%和5%，主要農產品有玉米、稻米和番薯，2001年人口約19,000。
16°0′S 45°52′E / 16.000°S 45.867°E